# MOVIE23 / ユニコーンツアー2011 ユニコーンがやって来る zzz...
『MOVIE23 / ユニコーンツアー2011 ユニコーンがやって来る zzz...』（ムービートゥエンティースリー ユニコーンツアー2011 ユニコーンがやってくる zzz...）は、日本のロックバンド、ユニコーンのライブビデオ。

## テレビ放送
メディア化前にTBSチャンネルで放送されている。106分程度に編集。初回放送2011年12月3日。

## 収録曲
1. ライジングボール
2. 頼みたいぜ
3. ハヴァナイスデー
4. 手島いさむ物語
5. BLACKTIGER
6. WAO!
7. Maybe Blue
8. いちじく
9. 水の戯れ ～ランチャのテーマ～
以上2曲はEBIの弾き語り、他の4人が段ボールなどで作ったパーカッションを演奏。
10. レディオ体操
11. パパは金持ち
12. 君達は天使
途中の歌詞を演出にあわせて一部変更。
13. メダカの格好
14. ブルース
ラップ仕様にリアレンジされ演奏。
15. さらばビッチ
16. オレンジジュース
17. HELLO
18. Z LIFE
19. ヒゲとボイン
20. デジタルスープ
21. 手島いさむ大百科
演奏は全てミニ楽器を用いる。手島のみDJブースを模したハリボテを首から提げ、ファンからのメールでの質問に答える形式で曲は進行する。
22. SAMURAI 5
恒例の「阿部ショー」。今回は「アベパンマン」に扮した阿部が、オリジナルを踏襲し落書きや顔が濡れて力が出ない様子を演じ、それに相対する奥田がジャムおじさんに扮し「新しい顔を…焼くよ！」と言った後に新しい顔（お面）が吊るされた状態で阿部の元にやってきて、お面を取り替えた後元気になり、演奏に入るという演出。
23. 晴天ナリ

### 特典映像
1. 手島いさむ大百科ベスト
2. アベパンマン
いずれも、アリーナツアーでの各地で行われたものをダイジェスト版にて編集したもの。